# De Nieuwe Werker
De Nieuwe Werker is het tweewekelijks ledenblad van het Algemeen Belgisch Vakverbond (ABVV). De Franstalige tegenhanger heet Syndicats. Het blad werd voor het eerst uitgegeven in 1945. 
Het is de (ideologische) opvolger van Het Korrespondentieblad (1903 - 1914) en De Belgische Vakbeweging (1918 - 1940). 
Er verschijnen jaarlijks 21 uitgaves in vier verschillende (regionale) edities. De hoofdredacteur in september 2021 is Geeraard Peeters. 